# هانا سروموفا
هانا سروموفا (بالتشيكية: Hana Šromová)‏ مواليد 10 أبريل 1978 في التشيك، هي لاعبة كرة مضرب تشيكية سابقة بدأت مسيرتها كمحترفة سنة 1997 وكانت تلعب باليد اليمنى، اعتزلت اللعب في 2008. أعلى تصنيف لها في الفردي كان المركز الـ 87 في سنة 2006. أعلى تصنيف لها في الزوجي كان المركز الـ 63 في سنة 2006.

## روابط خارجية
- هانا سروموفا على موقع رابطة محترفات التنس (الإنجليزية)
- هانا سروموفا على موقع الاتحاد الدولي لكرة المضرب (الإنجليزية)
- هانا سروموفا على موقع خلاصة التنس.كوم (الإنجليزية)